# Politechnika Lwowska

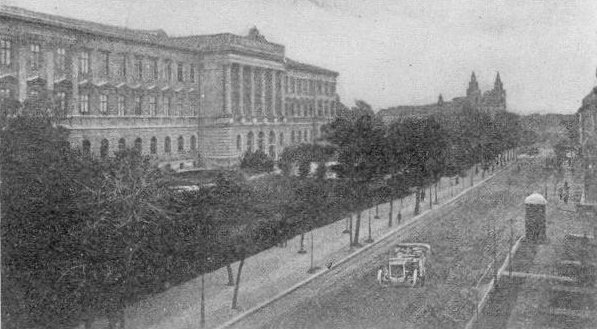
Politechnika Lwowska przed 1939

Politechnika Lwowska – lwowska państwowa szkoła wyższa założona w 1843, a otwarta w 1844. Najstarsza po Szkole Akademiczno-Górniczej w Kielcach polska uczelnia techniczna w okresie przynależności miasta do Polski.

## Historia

### Akademia Techniczna we Lwowie (1844–1877)

#### Powstanie uczelni technicznej we Lwowie
W roku 1811 zezwolono na otwarcie szkoły realnej we Lwowie. Czasy wojen napoleońskich opóźniły jej otwarcie do roku 1817. Nauka w niej trwała trzy lata. Miała ona charakter techniczny i traktowana była jako zapowiedź utworzenia wyższej szkoły technicznej. Dyrektor Alojzy Aleksander Uhle (Czech znający język polski) zachęcał do wykładania przedmiotów w języku polskim. Ukończenie szkoły dawało wstęp na Politechnikę Wiedeńską, do czego zachęcały przyznawane stypendia rządowe. Szkoła realna we Lwowie jako pełna szkoła średnia istniała w latach 1817–1825. Od roku 1825 zreorganizowano ten zakład na dwuletnią szkołę przygotowawczą do nauk technicznych i komercjalnych, zezwalając równocześnie jej absolwentom na dalsze kształcenie się w zawodzie technicznym w Uniwersytecie Lwowskim, gdzie na Studium Filozoficznym wykładano przedmioty techniczne, jak fizykę z mechaniką (8 godz.), rolnictwo i leśnictwo (5 godz.), geometrię praktyczną czyli miernictwo (3 godz.) i budownictwo (3 godz.) z rysunkami (10 godz.). Na bazie wspomnianej szkoły realnej w roku 1835 powołano Akademię Realno-Handlową, co było rozwiązaniem połowicznym, bo nauczanie na kierunku technicznym było poniżej poziomu szkoły średniej.

#### Pierwszy okres działalności Akademii
W następstwie usilnych zabiegów Sejmu stanowego Galicji, ze wspomnianej Akademii, po przyłączeniu z Uniwersytetu katedry budownictwa (architektury i inżynierii) — utworzono na mocy dekretu cesarskiego Ferdynanda I z 24 stycznia 1843 – w dniu 4 listopada 1844 roku lwowską Akademię Techniczną (AT), która miała charakter wyższej szkoły technicznej. W ciągu jednego roku załatwiono wszelkie sprawy związane z uruchomieniem Akademii i 4 listopada 1844 roku odbyło się uroczyste jej otwarcie. Dyrektorem uczelni został mianowany Austriak z Galicji Florian Schindler. Współorganizatorami Akademii byli Ignacy Lemoch, Antoni Gloisner oraz August Kunzek. Ten ostatni napisał dla niej specjalny program nauczania. Uczelnia miała dwa oddziały – trzyletni Techniczny i jednoroczny Handlowy i była powiązana z dwuletnią Szkołą Realną. Akademia mieściła się na rogu ulicy Ormiańskiej i Teatralnej w domu Darowskiego. Według postanowienia cesarskiego z 3 lutego 1844 roku, profesorowie Wydziałów technicznego i handlowego otrzymali stopnie profesorów uniwersyteckiego Wydziału filozoficznego, a profesorowie Szkoły realnej — stopnie profesorów gimnazjalnych. Od roku 1848 Lwowska Akademia Techniczna administrowana była przez Kolegium profesorów, któremu przewodniczył jeden z profesorów, mianowany przez ministra dyrektorem. Jego funkcję pełnił w latach 1848–1849 Florian Schindler zaś w latach 1849–1871 Aleksander Reisinger, W okresie długoletnich rządów tego ostatniego przeprowadzono przekształcenie Akademii w politechnikę.
W latach 1844–1848 położono podwaliny pod uczelnię techniczną. Powołano sześć katedr: Matematyki, Fizyki, Mechaniki, Geometrii Wykreślnej i Rysunku Technicznego, Chemii, Geodezji. Wybuch Wiosny Ludów dawał szansę polonizacji Akademii Technicznej. Związek Akademicki we Lwowie w marcu 1848 zwrócił się do cesarza o wprowadzenie języka polskiego w szkolnictwie, urzędach i sądach. We wrześniu tego roku nowe ministerstwo oświaty zgodziło się wstępnie na wykłady w języku polskim. Wkrótce jednak po upadku Wiosny Ludów wykłady w Akademii Technicznej zostały zawieszone. 1 listopada 1848 w czasie ostrzału centrum Lwowa przez artylerię austriacką, w czasie wydarzeń rewolucyjnych spłonął budynek Akademii Technicznej, będący własnością Mieczysława Darowskiego. W latach 1848–1850 Akademia Techniczna we Lwowie była nieczynna. Po odbudowaniu gmachów Akademii Technicznej, w roku 1851 podjęto zajęcia. Nowym kierownikiem katedry Matematyki został pierwszy Polak na katedrze Akademii Technicznej – profesor zwyczajny Wawrzyniec Żmurko (absolwent Politechniki Wiedeńskiej, doktoryzował się z równań całkowych w Uniwersytecie w Wiedniu), którą kierował w latach 1851–1872. Profesor Żmurko uważany jest za inicjatora lwowskiej szkoły matematycznej. Po przejściu na Uniwersytet Lwowski w roku 1872, w dalszym ciągu wykłada matematykę wyższą (do roku 1884) w Akademii Technicznej. W latach 1848–1870 nie przybyła żadna katedra w Uczelni.
Już w roku 1851 próbowano przekształcić Akademię Techniczną w dwupoziomową uczelnię – na wzór paryskiej politechniki – o dwuletnim obowiązkowym (dla wszystkich techników) programie studiów matematyczno-fizycznych, po których następowałyby studia specjalistyczne z budownictwa, mechaniki, chemii i geodezji. Wydział handlowy Akademii technicznej zamieniono od roku 1853 na dwuletnią średnią Szkołę handlową, która w tej formie, mimo wielokrotnych wniosków o przywrócenie jej charakteru akademickiego, pozostawała przy Akademii technicznej bez zmiany aż do zupełnego zniesienia w roku 1875. W roku 1856 odłączono od Akademii Technicznej szkołę realną i przekształcono ją w samodzielną sześcioletnią szkołę średnią,  przygotowującą wychowanków do wyższych studiów technicznych. Była ona wzorem dla innych szkół realnych organizowanych w Galicji. Odtąd kandydaci na studia w Akademii Technicznej byli zobowiązani do posiadania matury nowo powstałego ośmioklasowego gimnazjum ogólnokształcącego albo ukończoną szkołę realną.
Pozostał natomiast w Akademii niezmieniony Wydział techniczny, który pomimo wniosku Kolegium profesorskiego, przedstawionego jeszcze w r. 1852, a zmierzającego do podziału tego Wydziału na trzy, względnie cztery, pozostał aż do roku 1872 w pierwotnej niemal formie, jako jednolite studium techniczne, obejmujące wszystkie najważniejsze działy zawodu inżynierskiego. W 1860 absolwentom tego wydziału nadawało uprawnienie wykonywania zawodu inżyniera. Przyspieszenie zmian w Akademii Technicznej spowodowała sytuacja polityczna. Austria w roku 1859 przegrała wojnę z Włochami (w wyniku czego utraciła północne Włochy), a w roku 1866 wojnę z Prusami o Śląsk. Austria zostaje przekształcona w dualistyczną monarchię parlamentarną. Galicja pozostaje w austriackiej części państwa. Ustawa zasadnicza (z 1867 r.) przyznała sejmom krajowym prawo organizowania szkolnictwa zawodowego. W roku następnym Sejm Krajowy Galicji wyłonił komisję do reorganizacji Akademii Technicznej, która powróciła do koncepcji dwupoziomowej uczelni technicznej z pięcioma wydziałami (budownictwa, mechanicznym, chemicznym, leśnym i handlowym). Sejm galicyjski w roku 1868 zatwierdził własny projekt organizacji uczelni technicznych, ale ze względu na to, że był on niezgodny z projektami ogólnopaństwowymi, reorganizacja Akademii Technicznej przeciągnęła się do roku 1877. Tymczasem w latach 1868–1875 następuje w Galicji wprowadzenie języka polskiego w sądownictwie, szkolnictwie i administracji, po ogłoszeniu autonomii Galicji w roku 1867.

#### Przekształcenie Akademii w Szkołę Politechniczną
Dekret cesarski z 26 sierpnia 1871, wprowadzający język polski w Akademii Technicznej, powołujący nowe katedry i pozwalający na zgłaszanie propozycji obsadzania katedr oraz ustalanie regulaminów wewnętrznych, powoduje szybkie zmiany w Uczelni. odstąpiono wówczas od wykładania w języku niemieckim, najpierw w 1871 w zakresie wykładania matematyki, fizyki i geometrii wykreślnej, a od 1872 wszystkie przedmioty były już wykładane wyłącznie po polsku.Większość profesorów niewładających językiem polskim opuściła wówczas Akademię Techniczną. Dekretem z 12. listopada 1871 cesarz Franciszek Józef I pozwolił na coroczny wybór rektora, jako przewodniczącego Kolegium profesorów i kierownika Akademii. Pierwszym rektorem na rok akademicki 1872/1873 wybrany został prof. Feliks Strzelecki (drugi Polak na katedrze Akademii Technicznej), prorektorem prof. Jan Nepomucen Franke. W tym samym roku, w dniu 3 grudnia 1872, odbyła się pierwsza uroczysta inauguracja roku szkolnego w sali Zakładu narodowego im. Ossolińskich, gdyż własnej odpowiedniej Akademia nie miała. Kolegium profesorów zaproponowało utworzenie czterech wydziałów, co zrealizowano do 1875.
W roku akademickim 1872/1873 wprowadzono podział studiów w Akademii Technicznej na trzy odrębne wydziały zawodowe, a mianowicie: pięcioletnie Wydział Inżynierii i Wydział Architektury, oraz trzyletni, od 1874 czteroletni Wydział Chemii technicznej. Następnie, w myśl rozporządzenia cesarskiego z 3 października 1875, uzupełniono Akademię Wydziałem Budowy Maszyn, początkowo dwuletnim od 1876 trzyletnim a od 1877 czteroletnim. Model uczelni dostosowano do systemu austriackiego. Pozostała kłopotliwa sprawa Oddziału Handlowego Akademii Technicznej, na początku równorzędnego z Oddziałem Technicznym, który od roku 1852 był tylko dwuletnią szkołą średnią, a od roku 1860 nawet jednoroczną. W roku 1872 przywrócono dwuletni Oddział Handlowy Akademii Technicznej, ale już w roku 1875 Ministerstwo Oświaty w Wiedniu oddzieliło studia handlowe od technicznych i również we Lwowie utworzyło Akademię Handlową. 12 marca 1872 wydano pozwolenie na budowę nowych pomieszczeń Akademii. Kierującym budową wybrano profesora Juliana Zachariewicza.
W latach 1870–1876 uczelnia szybko rozwijała się czego wyrazem było powołanie nowych katedr. W 1870 powstały ich trzy: Geometrii Wykreślnej (kierownik – Karol Maszkowski, 1870–1886), Mechaniki i Teorii Maszyn (Jan Nepomucen Franke, 1871–1892), Budownictwa Drogowego, Wodnego, Mostów i Kolei Żelaznych – od 1871 Katedra Inżynierii.(Józef Jagermann, 1870–1888). W 1871 uruchomiono dwie: Geodezji (Domini  Zbrożek, 1871–1889), Technologii Chemicznej (Rudolf Günsberg), zaś w 1872 powstały trzy: Mineralogii i Geologii (Julian Niedźwiedzki, 1872–1908), Technologii Mechanicznej z Nauką o Maszynach (Stanisław Ziembiński, 1872–1876, Julian Bykowski 1877–1908), Rysunków Odręcznych i Modelowania (Leonard Marconi, 1872–1899). W roku 1873 powstała katedra Budownictwa Drogowego i Wodnego, wyłączona z katedry inżynierii (Józef Rychter, 1874–1902). W roku 1875 zostaje utworzona katedra Budowy Maszyn (Bogdan Maryniak, 1876–1902), a w roku następnym katedra Konstrukcji Budowniczych i Policji Budowlanej (Gustaw Bisanz, 1876–1910). W ciągu siedmiu lat (1870–1876) liczba katedr w Akademii Technicznej we Lwowie wzrosła z 5 do 15. Jak już wspomniano zorganizowano cztery wydziały, wynagrodzenia kadry nauczającej zrównano z wynagrodzeniem uniwersyteckim. W roku 1875 wprowadzono w Akademii Technicznej instytucję prywatnych docentów, udzielając im veniam legendi (prawo wykładania), w celu wzmocnienia kadry nauczającej i popierania nowych kierunków badawczych. W tym czasie habilitowało się dziewięciu docentów uczelni na różnych uczelniach krajowych i zagranicznych.
Rosła również liczba studentów, co pokazują poniższe dane
| rok akademicki | liczba studentów |
| -------------- | ---------------- |
| 1850/1851      | 77               |
| 1855/1856      | 128              |
| 1859/1860      | 160              |
| 1860/1861      | 134              |
| 1865/1866      | 180              |
| 1869/1870      | 215              |
| 1870/1871      | 204              |
| 1871/1872      | 260              |
| 1872/1873      | 291              |
| 1875/1876      | 325              |

W latach 1844–1872 Akademię Techniczną opuściło ponad 700 absolwentów. Przeważali studenci Inżynierii Lądowo-Wodnej (ponad 80%).

### Szkoła Politechniczna we Lwowie (1877–1918)

#### 1877–1897
Chcąc utrwalić uzyskane zmiany w Akademii Technicznej, kolegium profesorskie opracowało nowy statut uczelni i w roku 1876 przesłało go do Wiednia. Zaproponowano w nim dwa egzaminy: pierwszy teoretyczny po dwóch latach studiów i drugi zawodowy, po przedłożeniu projektu dyplomowego, podobnie jak to miało miejsce w innych uczelniach austriackich. Zaproponowano też zmianę nazwy uczelni z Akademii Technicznej na Szkołę Politechniczną, w celu zrównania jej nawet w nazwie z innymi uczelniami tego typu w monarchii. Na razie (tzn. w roku 1877) cesarz nadał prawo używania uczelni nazwy Technische Hochschule. Rektor i kolegium profesorskie nie chcąc używać obcej nazwy, w korespondencji krajowej stosowało nazwę Szkoła Politechniczna. Na uczelni obowiązywał język polski, jedynie korespondencję z Wiedniem prowadzono w języku niemieckim. 15 listopada 1877 odbyła się Inauguracja działalności nowego rektora – prof. Juliana Zachariewicza. Ostatecznie galicyjski Sejm Krajowy  uchwalił w dniu 19 czerwca 1894 „Zasady organizacji“ Szkoły politechnicznej we Lwowie, na podstawie których nadało w 1897 Ministerstwo wyznań i oświaty uczelni pierwszy Statut organizacyjny. Statut ten ustalił prawne podstawy Uczelni i unormował jej organizację, która z drobnymi zmianami przetrwała do 1921. Statut potwierdził dotychczasową strukturę uczelni składającą się z czterech wydziałów Inżynierii Lądowo-Wodnej, Budownictwa, Chemii Technicznej, Budowy Maszyn.
7 października 1877 odbyła się pierwsza na terenie Austro-Węgier rozmowa telefoniczna z auli gmachu głównego z pomieszczeniem chemii technicznej.
Polonizacja uczelni, jak również fakt iż było to w tym czasie jedyna wyższa uczelnia techniczna na ziemiach polskich przyczynił się do jej rozwoju. Jej studenci pochodzili przeważnie z zaboru austriackiego i rosyjskiego. Absolwenci Akademii Technicznej znajdowali zatrudnienie w przemyśle prywatnym i państwowym (drogi, koleje żelazne, w urzędach powiatowych). Wielu absolwentów Akademii Technicznej zaznaczyło swój ślad w nauce. Ukoronowaniem zmian organizacyjnych i przekształcenia Akademii Technicznej w Szkołę Politechniczną było uroczyste poświęcenie nowych gmachów i odnowionej auli 15 listopada 1877 roku.
Przekształcenie Akademii Technicznej we Lwowie w politechnikę postawiło przed społeczeństwem polskim w Galicji ambitne, ale i trudne zadanie: utrzymanie i rozwinięcie jedynej wyższej uczelni technicznej na ziemiach polskich. Dużo zależało też od sytuacji politycznej i gospodarczej, jaka wytworzyło się w Monarchii Austro-Węgierskiej.
Pierwszy okres to czasy liberalizacji życia w wielonarodowościowym państwie (Niemcy stanowili tylko 23% ogółu społeczeństwa) i rozwoju stosunków parlamentarnych. W Galicji i w Szkole Politechnicznej dominuje konserwatywna partia stańczyków, która prowadziła politykę sojuszu z tronem i odgrywała dużą rolę w Wiedniu i to zarówno w rządzie (premierzy: Alfred Józef Potocki, Agenor Gołuchowski, Kazimierz Badeni; ministrowie: spraw zagranicznych Agenor Gołuchowski 11 lat, finansów Julian Dunajewski – 11 lat, oświaty Leon Biliński – kilka razy, rolnictwa Stanisław Madeyski i inni), jak i w parlamencie. W roku 1871 utworzono ministerstwo do spraw Galicji.

Aula gmachu głównego Politechniki Lwowskiej z 11 obrazami autorstwa Jana Matejki ilustrującymi rozwój ludzkości
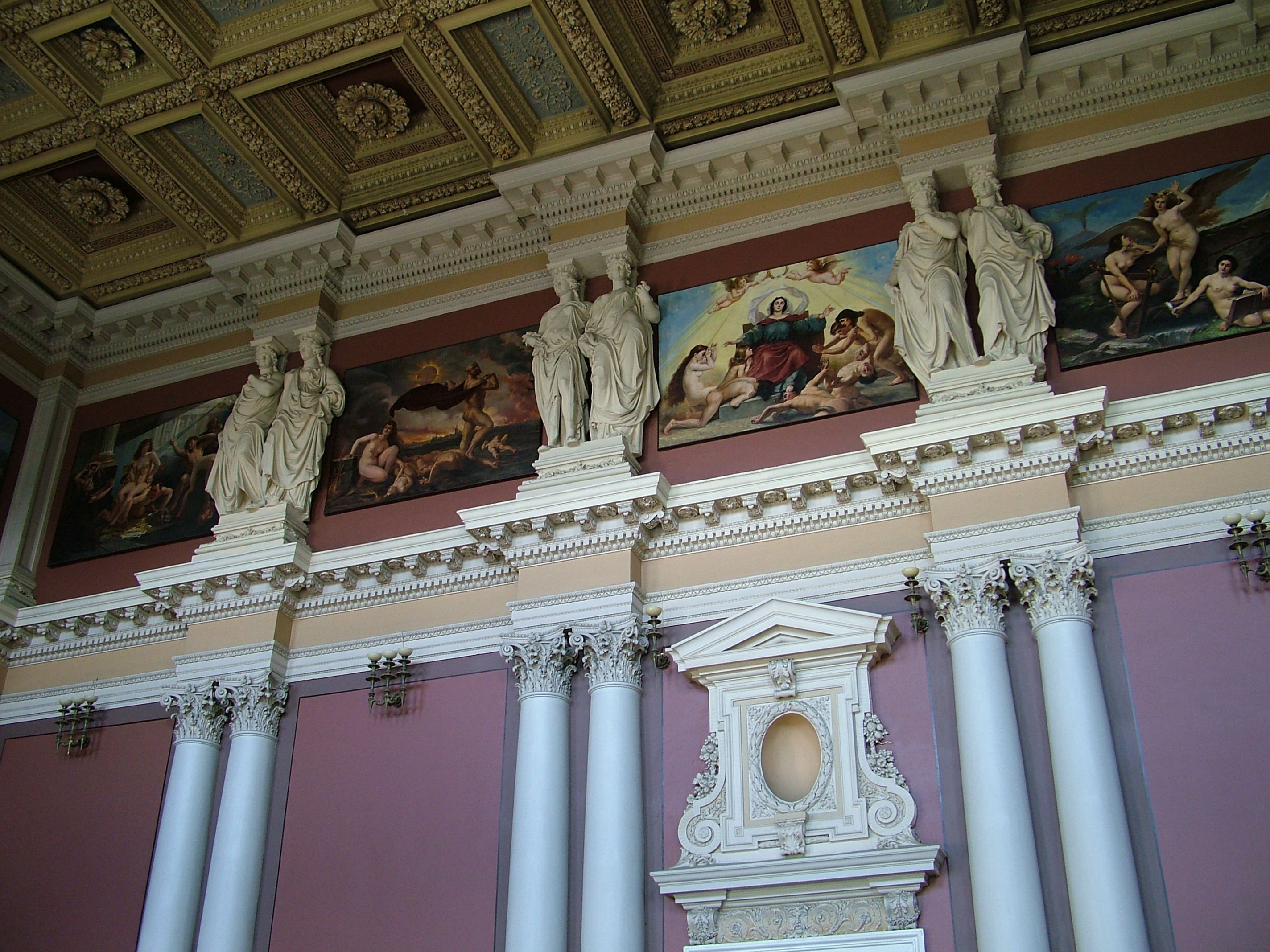
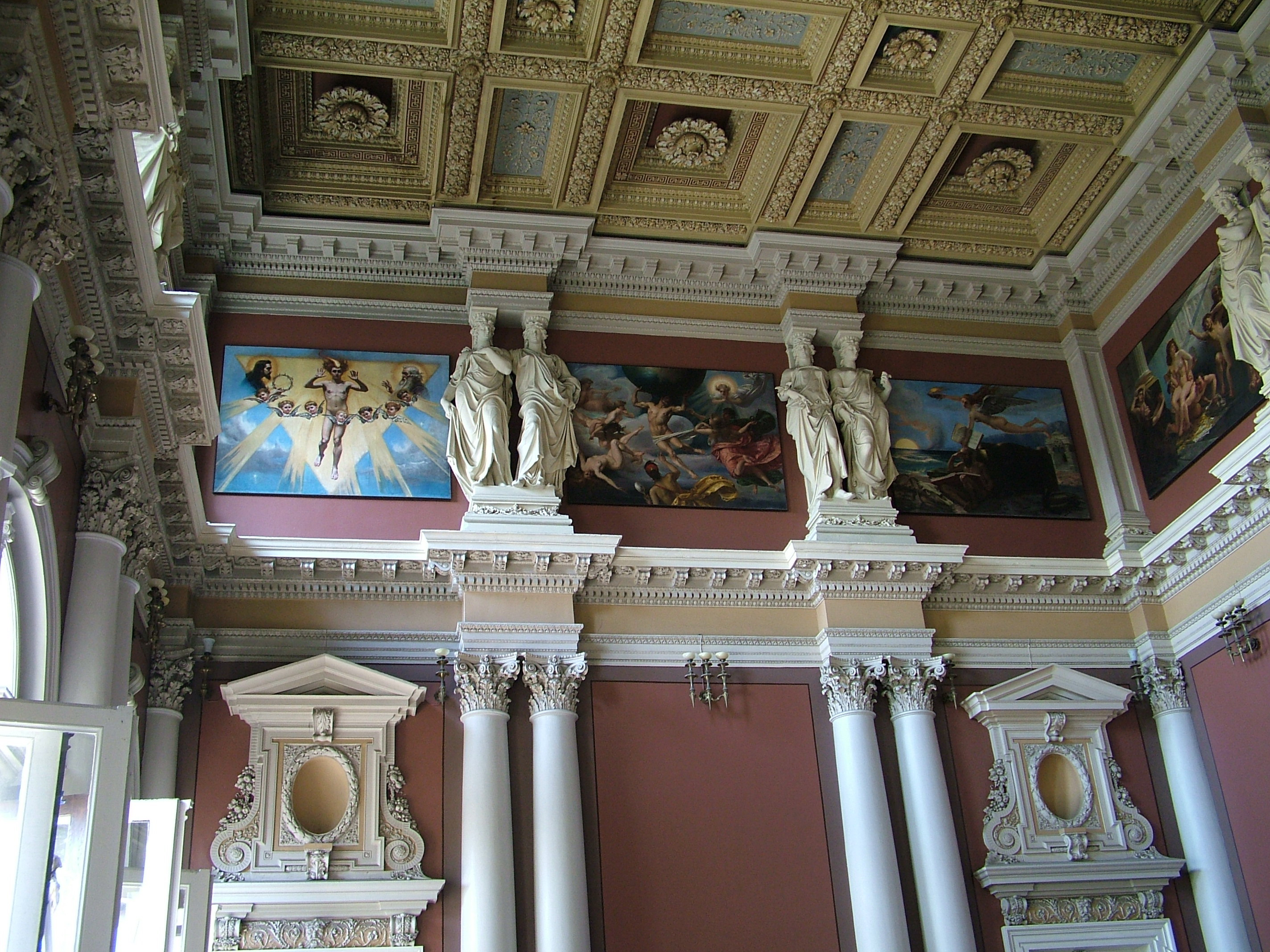
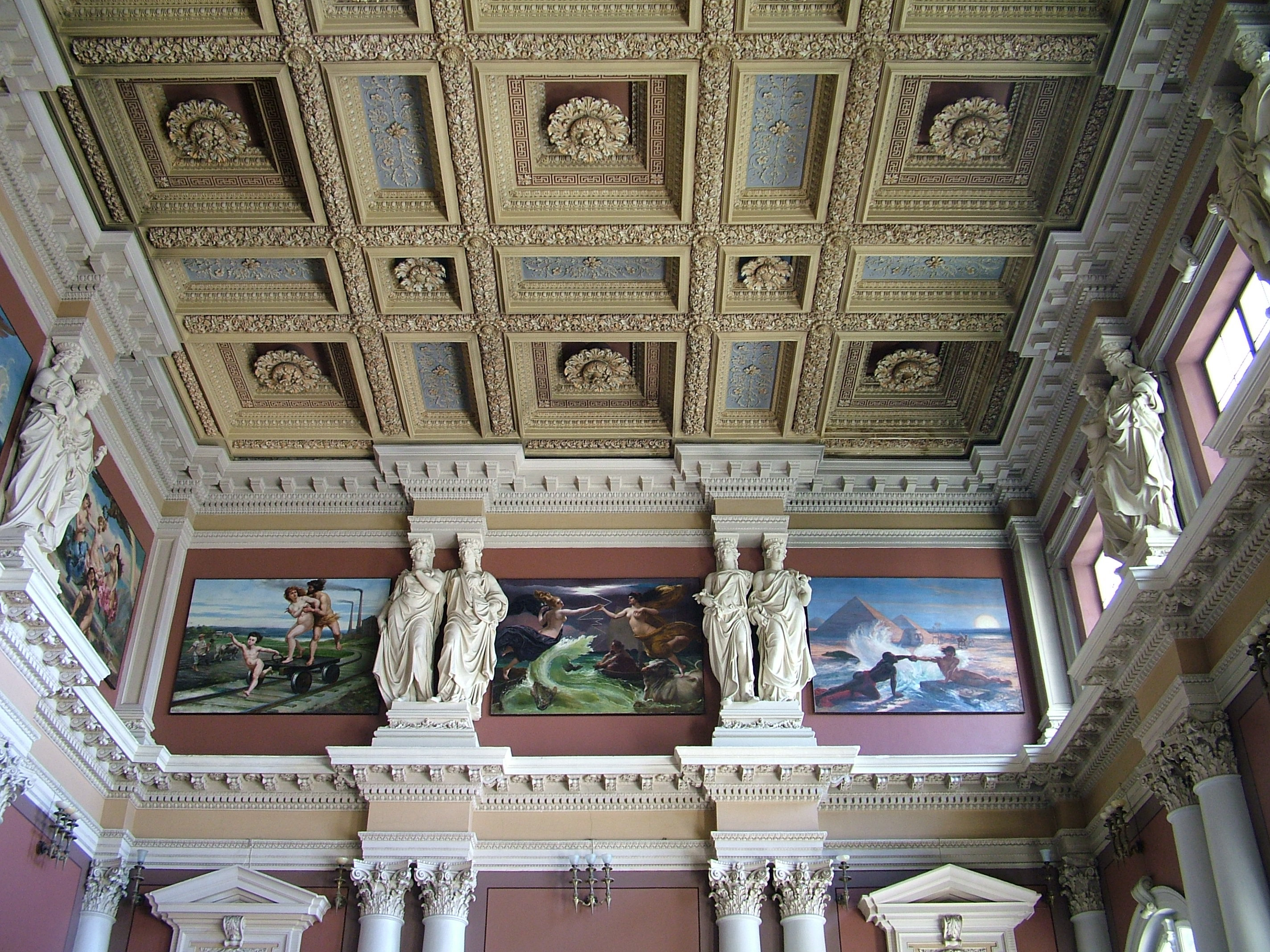
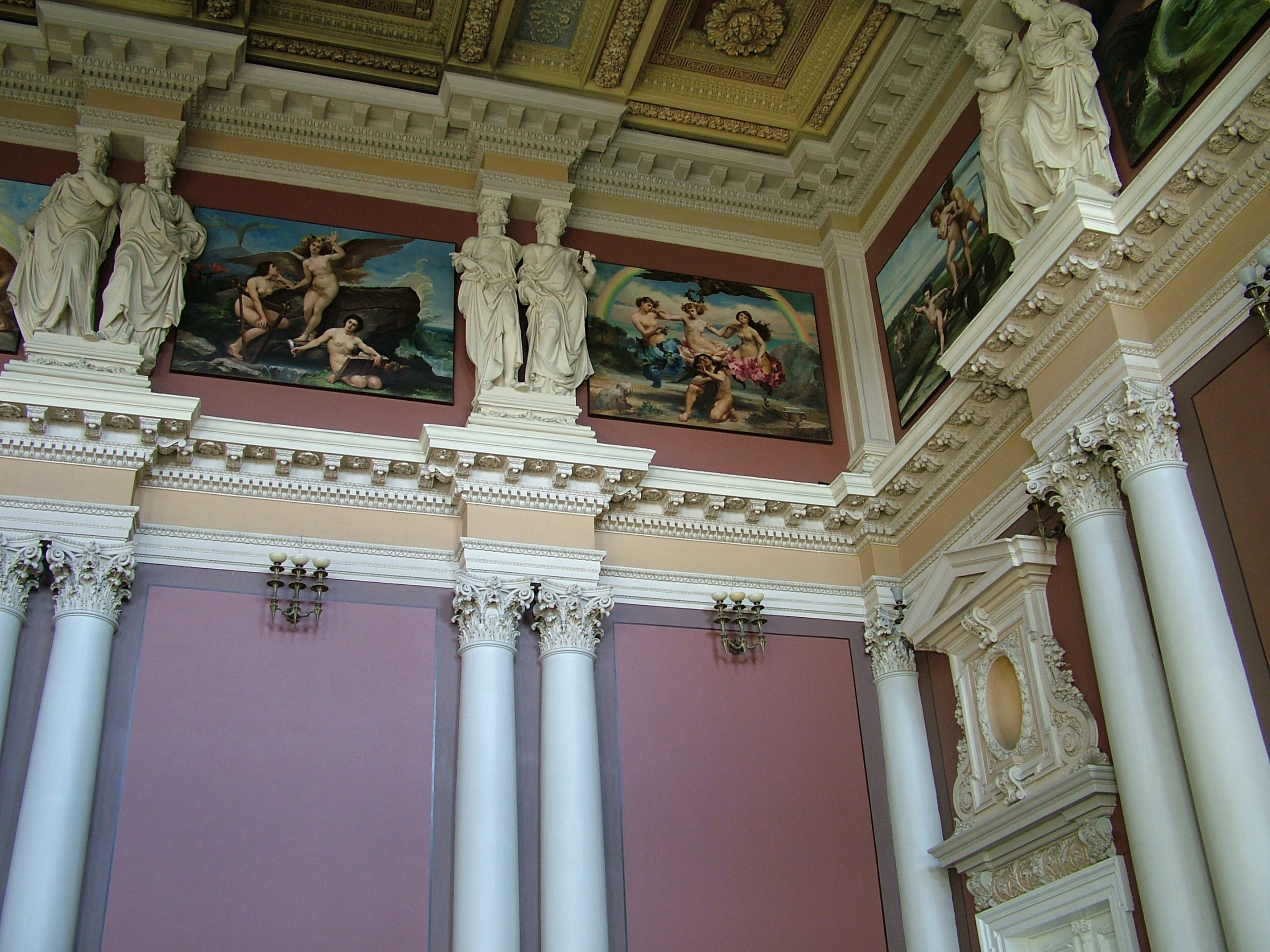

W roku 1880 ponownie odwiedził Szkołę Politechniczną cesarz Franciszek Józef I. Chwalił organizację SP i koncepcję architektoniczną gmachów uczelni, podarował swój portret (autorstwa Franciszka Krudowskiego) i zamówił dla auli w pracowni Jana Matejki 11 obrazów-alegorii ilustrujących rozwój ludzkości. Dzięki ministrowi oświaty Stanisławowi Madejskiemu, w roku 1893 dyplomy Szkoły Politechnicznej we Lwowie zrównano z dyplomami najważniejszych europejskich politechnik (w Wiedniu, Berlinie, Monachium, Akwizgranie, Karlsruhe, Stuttgarcie i in.).
Sytuacja Uczelni na tle innych politechnik austriackiej części państwa, czyli Cislitawii. W tabelce przedstawiono liczby studiujących w roku 1884.
| Miasto        | Wydziały    | Wydziały     | Wydziały  | Wydziały  | Wydziały | Wydziały |
|               | Budownictwa | Inżynieryjny | Maszynowy | Chemiczny | Ogólny   | Razem    |
| Wiedeń        | 345         | 90           | 287       | 206       | 40       | 968      |
| Praga (niem.) | 79          | 19           | 79        | 88        | –        | 268      |
| Praga (czes.) | 134         | 41           | 92        | 287       | –        | 504      |
| Graz (niem.)  | 74          | –            | 60        | 32        | 15       | 181      |
| Brno (niem.)  | 39          | –            | 27        | 28        | 71       | 115      |
| Lwów          | 89          | 28           | 37        | 46        | –        | 200      |

Rok 1894 był rokiem jubileuszowym dla Szkoły Politechnicznej. Istniała ona już 50 lat. Z tej okazji profesor W. Zajączkowski wydał książkę „Cesarsko-królewska Szkoła Politechniczna we Lwowie. Zarys historyczny osiągnięć... Sejm Krajowy ponownie zatwierdził jej statut, Zasady organizacji Szkoły Politechnicznej we Lwowie, który ostatecznie potwierdzono w Wiedniu w roku 1897. Obowiązywał on do roku 1921.
We Lwowie w tym roku uroczyście obchodzono 100-lecie insurekcji kościuszkowskiej i z tej okazji zorganizowano Ogólnopolską Powszechną Wystawę Krajową. Do Lwowa ponownie zjechał cesarz i rząd, odbyły się liczne uroczystości krajowe, kościelne i uczelniane.
Dwudziestolecie 1877–1897 przyniosło wiele korzystnych zmian dla Szkoły Politechnicznej we Lwowie. Utworzono nowe katedry, docentury. Wprowadzono wykłady specjalistyczne. Organizowano laboratoria badawcze. W roku 1889 erygowano katedry:
- Ruchu Kolejowego (Roman Gostkowski, 1889–)
- Elektrotechniki (Roman Dzieślewski, 1889–),
- w roku 1891 Katedrę Zoologii Botaniki i Towaroznawstwa (Eustachy Wołoszczak, 1891–1908).

#### 1897–1914
W 1897 powstaje Katedra Górnictwa (Leon Syroczyński, 1897–1917).
Na froncie budynku uczelni ustanowiono napis „Litteris et Artibus” (Literaturze i Sztuce).
Nieuniknione zmiany nastąpiły w istniejących katedrach. Do ważniejszych należy wymienić rezygnację Jana Nepomucena Frankego z kierowania Katedrą Mechaniki i Teorii Machin (w roku 1892) ze względu na objęcie stanowiska kierownika Wydziału Szkół Zawodowych, Realnych i Przemysłowych w Radzie Szkolnej Krajowej. Kierownictwo Katedry Mechaniki i Teorii Machin w roku 1894 obejmuje prof. Tadeusz Fiedler. Z tej katedry, już w dwudziestym wieku, wyłonią się nowe katedry:
- Mechaniki Technicznej (1904),
- Mechaniki Ogólnej,
- Teorii Maszyn Cieplnych (1904),
- Pomp i Silników Wodnych (1908)
- Pomiarów Maszynowych (1917).

Po likwidacji Oddziału Handlowego zorganizowano na nowo lektoraty z języka niemieckiego, włoskiego, angielskiego i francuskiego oraz wykłady z księgowości i rachunkowości, a także z matematyki ubezpieczeniowej. Organizowane są pierwsze uczelniane stacje doświadczalne: Przemysłu Naftowego (Bronisław Pawlewski, 1886–1915), Ceramiczna (Edmund Krzem, 1886), Mechaniczna (Tadeusz Fiedler, 1884–1901). Korzystny wpływ na rozwój kadry Szkoły Politechnicznej we Lwowie miała możliwość habilitowania się w niej.
| rok akademicki | profesorowie | docenci i wykładowcy | asystenci i adiunkci |
| -------------- | ------------ | -------------------- | -------------------- |
| 1877/1878      | 17           | 9                    | 11                   |
| 1880/1881      | 17           | 10                   | 11                   |
| 1890/1891      | 20           | 11                   | 13                   |
| 1894/1895      | 18           | 22                   | 18                   |
| 1900/1901      | 21           | 17                   | 19                   |
| 1910/1911      | 40           | 30                   | 43                   |
| 1913/1914      | 41           | 47                   | 70                   |

W latach 1897–1918 nastąpił szybki rozwój Szkoły Politechnicznej we Lwowie. Zanotowano przyrost kadry naukowej, placówek badawczych i studentów. Austria uwikłana w konflikt z Rosją (na Bałkanach) i uzależniona od Niemiec starała się pozyskać Polaków i zliberalizowała do nich swój stosunek polityczny. Ministerstwo Oświaty było bardziej przychylne dla potrzeb inwestycyjnych, powoływania nowych katedr i innych jednostek Szkoły Politechnicznej. W roku 1901 przyznano Uczelni prawo doktoryzowania (z tytułem doctor rerum technicarum). W roku 1904 zezwolono na powstanie Komisji Administracyjnej Szkoły Politechnicznej, z której w roku 1921 wyłonił się senat Politechniki Lwowskiej. W tym samym roku rektorowi Szkoły Politechnicznej cesarz przyznaje tytuł magnificencji.
Można było bez zezwolenia ministerstwa przyjmować studentów obcokrajowców, co spowodowało napływ studentów z Królestwa (w roku 1914 studenci ci stanowili 30% ogółu). Liberalizowano warunki przyjmowania obcokrajowców na katedry i docentury. Nie zatwierdzono w Wiedniu wniosku o prawo przyznawania doktoratów honoris causa, nad czym władze uczelni przeszły do porządku dziennego i zaczęto przyznawać te tytuły (otrzymali je m.in.: Maria Skłodowska-Curie, Jan Nepomucen Franke, Julian Niedźwiedzki, Witold Obrębowicz – organizator Politechniki Warszawskiej, August Witkowski).
Od roku 1908 kolegium profesorskie zaczęło nadawać godność profesora honorowego dla szczególnie zasłużonych profesorów Szkoły Politechnicznej we Lwowie (wymagano w tym przypadku jednomyślności). W roku 1899 Sejm Krajowy uchwalił, że rektor staje się posłem wirylnym w Sejmie, co było zrównaniem Szkoły Politechnicznej z Uniwersytetami w Krakowie i we Lwowie.
W roku 1902 w Uczelni odbyła się pierwsza uroczysta promocja doktorska (Jan Blauth i Michaa Kornelli). Szybko wzrastała teraz liczba katedr, do roku 1914 przybyło 20 katedr, 30 etatowych docentur. Na uczelni działały 43 katedry i 44 docentury. W roku 1900 w SP pracowało 21 profesorów, 17 docentów i nauczycieli akademickich, 19 adiunktów i asystentów, a w roku 1914 odpowiednio: 41, 47 i 70. Szkoła Politechniczna we Lwowie skupiała przed I wojną światową doskonałą kadrę. Odegrali oni znaczącą rolę w odrodzonym państwie po roku 1918. Największy Wydział Inżynierii w roku 1907 rozbito na dwa wydziały: Inżynierii Dróg i Mostów oraz Budownictwa Wodnego. Znacznie wzmacniał się i rozrastał Wydział Budowy Maszyn, w przyszłości największy wydział w Politechnice Lwowskiej. W roku 1914 Szkoła Politechniczna we Lwowie (po dalszych zmianach organizacyjnych) posiadała pięć wydziałów: Inżynierii Lądowej, Inżynierii Wodnej, Budownictwa Lądowego (czyli Architektury), Budowy Maszyn i Chemii Technicznej. Już w roku 1905 Szkoła Politechniczna we Lwowie wysunęła się na drugie miejsce (po Politechnice Wiedeńskiej) wśród politechnik cesarstwa.
Szkoła Politechniczna we Lwowie w roku 1914 posiadała 30 muzeów, 11 laboratoriów, obserwatorium astronomiczne (mieściło się w nadbudówce na najwyższym piętrze głównego budynku; spalone i zniszczone przez okupantów niemieckich w 1941) i trzy stacje doświadczalne. Biblioteka Główna gromadziła około 20 tys. tomów i prenumerowała ponad 200 czasopism.
W roku 1904 znacznie powiększono budynek główny przez dobudowanie dwóch skrzydeł, a w roku 1911 rozbudowano (o drugie piętro) budynek chemii i wreszcie w roku 1912 postanowiono budowę Laboratorium Maszynowego.
| Rok akademicki | Studentów na Wydziałach | Studentów na Wydziałach | Studentów na Wydziałach | Studentów na Wydziałach | Studentów na Wydziałach | Razem |
| Rok akademicki | Inżynieryjny            | Hydrotechniczny         | Architektury            | Budowy maszyn           | Chemii                  | Razem |
| -------------- | ----------------------- | ----------------------- | ----------------------- | ----------------------- | ----------------------- | ----- |
| 1885/1886      | 22                      | -                       | 22                      | 48                      | 38                      | 192   |
| 1889/1890      | 67                      | -                       | 18                      | 58                      | 41                      | 175   |
| 1893/1894      | 129                     | -                       | 47                      | 37                      | 41                      | 254   |
| 1895/1896      | 190                     | -                       | 24                      | 59                      | 36                      | 309   |
| 1900/1901      | 388                     | -                       | 35                      | 238                     | 50                      | 712   |
| 1905/1906      | 714                     | -                       | 100                     | 266                     | 108                     | 1 188 |
| 1910/1911      | 725                     | 77                      | 166                     | 377                     | 157                     | 1 502 |
| 1913/1914      | 723                     | 62                      | 243                     | 586                     | 251                     | 1 835 |

#### 1914–1918
Po wybuchu I wojny światowej w roku akademickim 1914/15 Szkoła Politechniczna była nieczynna. Już w kilka dni po wybuchu wojny w sierpniu 1914 roku zajęty został gmach główny na szpitale wojenne, a po cofnięciu się armii austriackiej na zachód, w pierwszych dniach września 1914 roku zajęły wojska rosyjskie główny gmach Szkoły politechnicznej. Mimo niesprzyjających warunków – wielu profesorów i docentów zostało powołanych do armii austro-węgierskiej, zaś pozostali znaleźli się na uchodźstwie, pozostała we Lwowie niewielka grupa pracowników uczelni pod przewodnictwem prof. Maksymiliana Thulliego broniła gmachów i zakładów szkolnych przed zniszczeniem. Część grona profesorskiego znalazła się w Wiedniu gdzie w gmachu tamtejszej Szkoły politechnicznej odbywała posiedzenia i egzaminy. W następstwie tego stanu i powołania niemal wszystkich studentów do wojska, w roku akademickim 1914/1915 zajęcia nie odbyły się wcale. Po odbiciu przez Austriaków Lwowa w połowie 1915 roku, mimo iż gmach główny nadal zajmowały szpitale wojskowe, uczelnia wznowiła działalność. W roku akademickim 1915/1916 zaczęto na nowo prowadzić wykłady dla około 125 studentów i 5 wolnych słuchaczy oraz zaczęto ich egzaminować. W następnym roku 1916/1917 studiowało już 218 studentów i 15 wolnych słuchaczy, zaś rok akademicki 1918/1919 rozpoczęło już prawie tysiąc studentów. Uczelnia pozyskiwała także nowych pracowników, m.in. w roku 1915 profesorem nadzwyczajnym i kierownikiem Katedry Maszynoznawstwa został Ludwik Tadeusz Eberman, światowej sławy konstruktor silników Diesla (pod którego kierownictwem w zakładach Man w Augsburgu powstało kilkaset silników do łodzi podwodnych).
Po zakończeniu wojny światowej 1 listopada 1918 rozpoczęły się walki o Lwów pomiędzy Ukraińcami a Polakami. W obronie Lwowa i Wschodniej Galicji odznaczyli się „technicy” – jak nazywano studentów Politechniki Lwowskiej, jak też samodzielni i pomocniczy pracownicy Uczelni. Profesor Kazimierz Bartel organizował wojska kolejowe, ważne dla utrzymywania łączności z Przemyślem i resztą państwa. Komendantem technicznym głównego dworca był asystent Michał Orkisz. Warsztaty lotnicze na Lewandówce zorganizował doc. Władysław Rubczyński, dzięki czemu udało się naprawić kilka samolotów i złożyć z nich eskadrę do udziału w walkach i łączności z Krakowem i Warszawą; współdziałali z Rubczyńskim inż. N. Lewicki i doc. Władysław Kohman-Floriański, studenci Roman Karatnicki, Jerzy Ślebodziński, N. Staniszewski i Tadeusz Wiśniewski. Oddział łączności iskrowej (radiostacja przy ul. Chocimskiej) prowadził późniejszy profesor Tadeusz Malarski, oddział elektrotechniczny Na Błonie doc. Wacław Gunther, oddział magazynowy Na Błonie prof. Stanisław Anczyc, oddział rusznikarski, artyleryjski i samochodowy doc. Aleksander Lutze-Birk. Sekcją robót saperskich dowodził inż. Marian Żerebecki, warsztatami saperskimi dr Edward Sucharda, zastępcą komendanta sekcji mobilizacyjnej był doc. Stefan Bryła, oficerem łączności z odsieczą inż. Fryderyk Staub (potem docent, podczas II wojny w AK). Delegatem do Polskiego Komitetu Narodowego we Lwowie był późniejszy profesor i rektor Antoni Wereszczyński. Lista czynnych w obronie Lwowa ze społeczności Uczelni obejmuje ponad 300 nazwisk. Trzeba było jeszcze prawie pięciu miesięcy oblężenia, z groźnymi atakami na miasto, by odsunąć bezpośrednie zagrożenie i dalszych walk, gdy pomoc błękitnej armii gen. Józefa Hallera z Francji i innych formacji zepchnęła w lipcu 1919 wojska ukraińskie za Zbrucz. Zawieszenie broni z 1 września 1919 pozwoliło na zwolnienie z wojska studentów wyższych uczelni. W ciągu 40 lat (1888–1918) Szkoła Politechniczna we Lwowie wydała 2013 dyplomów.

### Politechnika Lwowska (1919–1939)

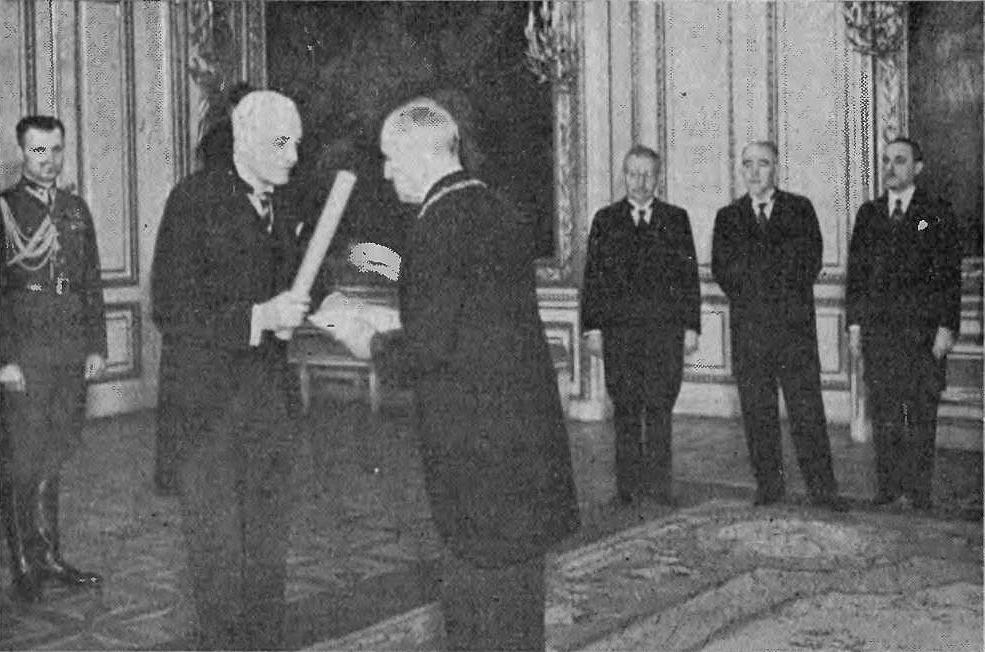
Prezydent RP Ignacy Mościcki wręcza rektorowi Politechniki Lwowskiej prof. Adolfowi Josztowi, Krzyż Kawalerski Orderu Odrodzenia Polski (Zamek Królewski w Warszawie 15 lutego 1937)

Skromna inauguracja działalności Szkoły Politechnicznej w wolnej ojczyźnie odbyła się 16 października 1919. Z trudem otwarto nowy rok akademicki na 1500 studentów 30% stanowili wojskowi, zwolnieni na cztery miesiące. Jednocześnie uczelnia przeszła reorganizację, przede wszystkim włączono do niej 8 listopada 1919 Akademię Rolniczą w Dyblanach i Lwowską Szkołę Lasową z których utworzono nowy osobny Wydział Rolniczo-Leśny, na którym rozpoczęto zajęcia już 17 listopada 1919. W roku 1921 powstał w łonie Politechniki Lwowskiej jeszcze jeden dalszy wydział – Ogólny mający na celu kształcenie nauczycieli przedmiotów matematyczno-przyrodniczych dla średnich szkół ogólnokształcących i zawodowych. Pierwsi absolwenci tego nowego wydziału, który rozpoczął działalność w roku akademickim 1921/1922 uzyskali stopnie magistrów w roku 1928/1929. Krótkotrwały bo zaledwie trwający rok miał natomiast żywot Wydział Wojskowy (1921–1922). W związku z wprowadzeniem w życie nowej ustawy regulującej status szkół wyższych w Polsce Ogólne Zebranie Profesorów przyjęło nowy statut zatwierdzony 18 czerwca 1921. Przyjął on nową nazwę uczelni – Politechnika Lwowska i wyznaczył  ramy działalności w II Rzeczypospolitej. Na jego podstawie działały na Politechnice Lwowskiej następujące wydziały: 
- Wydział I Inżynierii, z oddziałami: drogowym, wodnym i mierniczym (studia trwały 4,5 roku)
- Wydział II Architektury, z oddziałami: artystycznym i konstrukcyjnym (studia trwały 4 lata)
- Wydział III Mechaniczny, z oddziałami: maszynowym, elektrotechnicznym, górniczym i naftowym (studia trwały 4 lata).
- Wydział IV Chemiczny, z oddziałami: chemików laboratoryjnych i chemików fabrycznych (studia trwały 4 lata)
- Wydział V. Rolniczo- leśny, z oddziałami rolniczym i leśnym (studia trwały 4 lata)
- Wydział VI. Ogólny, z trzema grupami (studia trwały 4 lata)

Kolejnymi rektorami Politechniki byli w tym okresie:
- Maksymilian Matakiewicz (1919–1920)
- Stefan Pawlik (1920–1921)
- Maksymilian Huber (1921–1922)
- Julian Fabiański (1922–1924)
- Karol Wątorek (1924–1925)
- Ignacy Mościcki (1925–1926)
- Jan Łopuszański (1926)
- Otto Nadolski (1926–1927)
- Julian Tokarski (1927–1928)
- Kazimierz Zipser (1928–1929)
- Kasper Weigel (1929–1930)
- Kazimierz Bartel (1930–1931)
- Witold Minkiewicz (1931)
- Gabriel Sokolnicki (1931–1932)
- Kazimierz Zipser (1932–1933)
- Otto Nadolski (1933–1936)
- Adolf Joszt (1936–1937)
- Edward Sucharda (1937–1939)
- Antoni Wereszczyński (1939)

Jednym z największych zadań dla władz tak powiększonej Politechniki Lwowskiej było zabezpieczenie odpowiedniego zaplecza dydaktycznego i laboratoryjnego. Stąd cały czas działalności szkoły w okresie międzywojennym charakteryzują starania i wysiłki, zmierzające do pozyskania nowych budynków. W latach 1923–1927 zbudowano Laboratorium Maszynowe w którym obok niego znalazły również miejsce niektóre katedry Wydziału Budowy Maszyn. Politechnika pozyskała także budynek dawnego więzienia dla kobiet im. Marii Magdaleny – który po remoncie zakończonym w 1928 pomieścił część katedr Wydziałów Rolniczo-lasowego, Chemicznego i Inżynierii. 22 listopada 1925 przed Gmachem Głównym Politechniki od strony ul. Zachariewicza odsłonięto pomnik Orląt Lwowskich według projektu Wincentego Rawskiego (dziś nieistniejący). Wykonanie tablicy i pomnika sfinansowali profesorowie Politechniki i rektorat. W 1934 ukończono także nowy budynek dla biblioteki uczelni przy ulicy Profesorskiej 1. Pozyskano także dla celów dydaktycznych były budynek IV Gimnazjum. W 1936 miasto Lwów ofiarowało Uczelni 8 ha ziemi na rozbudowę zespołu gmachów Wydziału Mechanicznego przy ul. Stryjskiej, 7,2 ha zaś na zespół gmachów Wydziału Chemicznego między ulicami Potockiego, Czwartaków i Pod Stoczkiem. Dynamicznie rosła także w tym czasie kadra nauczająca i jej kwalifikacje, co wydać w poniższym zestawieniu
| rok akademicki | profesorów  | profesorów     | zastępców profesorów | docentów habilitowanych | wykładowców | lektorów | adiunktów | asystentów | urzędnicy | Razem |
| rok akademicki | zwyczajnych | nadzwyczajnych | zastępców profesorów | docentów habilitowanych | wykładowców | lektorów | adiunktów | asystentów | urzędnicy | Razem |
| -------------- | ----------- | -------------- | -------------------- | ----------------------- | ----------- | -------- | --------- | ---------- | --------- | ----- |
| 1918/1919      | -           | 40             | -                    | 3                       | 25          | 2        | 11        | 62         | 8         |       |
| 1920/1921      | 1           | 47             | -                    | 3                       | 40          | 3        | 19        | 91         | 17        |       |
| 1921/1922      | 2           | 54             | -                    | 4                       | 44          | 3        | 28        | 106        | 23        |       |
| 1922/1923      | 1           | 54             | 6                    | 4                       | 55          | 3        | 30        | 132        | 26        |       |
| 1923/1924      | 1           | 60             | 6                    | 5                       | 55          | 3        | 26        | 129        | 26        |       |
| 1924/1925      | 1           | 62             | 6                    | 3                       | 58          | 5        | 32        | 138        | 26        |       |
| 1925/1926      | 1           | 62             | 5                    | 5                       | 56          | 5        | 34        | 156        | 27        |       |
| 1926/1927      | 5           | 59             | 7                    | 7                       | 59          | 5        | 30        | 172        | 27        |       |
| 1927/1928      | 5           | 59             | 6                    | 5                       | 65          | 6        | 31        | 176        | 27        |       |
| 1928/1929      | 5           | 63             | 5                    | 5                       | 66          | 5        | 32        | 165        | 26        |       |
| 1929/1930      | 5           | 59             | 8                    | 5                       | 69          | 4        | 34        | 180        | 25        |       |
| 1930/1931      | 6           | 60             | 6                    | 6                       | 77          | 4        | 36        | 196        | 25        |       |

W wolnej Polsce rosła też szybko liczba studentów, a także pojawiły się studentki, których liczba także stale rosła
|                | Studenci na Wydziale | Studenci na Wydziale | Studenci na Wydziale | Studenci na Wydziale | Studenci na Wydziale | Studenci na Wydziale | Studenci na Wydziale | Razem | W tym kobiet |
| rok akademicki | Inżynieryjny         | Architektury         | Mechaniczny          | Chemiczny            | Rolniczo -leśny      | Ogólny               | Wojskowy             | Razem | W tym kobiet |
| -------------- | -------------------- | -------------------- | -------------------- | -------------------- | -------------------- | -------------------- | -------------------- | ----- | ------------ |
| 1918/1919      | 332                  | 107                  | 387                  | 167                  | -                    | -                    | -                    | 989   | 31           |
| 1919/1920      | 302                  | 103                  | 327                  | 157                  | 296                  | -                    | -                    | 1285  | 34           |
| 1920/1921      | 495                  | 151                  | 703                  | 255                  | 504                  | -                    | -                    | 2108  | 72           |
| 1921/1922      | 511                  | 182                  | 806                  | 326                  | 593                  | 26                   | 37                   | 2481  | 73           |
| 1922/1923      | 442                  | 162                  | 809                  | 362                  | 627                  | 31                   | -                    | 2433  | 88           |
| 1923/1924      | 460                  | 158                  | 749                  | 349                  | 575                  | 63                   | -                    | 2353  | 77           |
| 1924/1925      | 484                  | 143                  | 682                  | 322                  | 440                  | 89                   | -                    | 2160  | 73           |
| 1925/1926      | 423                  | 138                  | 744                  | 290                  | 382                  | 124                  | -                    | 2101  | 91           |
| 1926/1927      | 410                  | 133                  | 702                  | 336                  | 350                  | 178                  | -                    | 2109  | 98           |
| 1827/1928      | 462                  | 167                  | 632                  | 343                  | 338                  | 256                  | -                    | 2198  | 90           |
| 1828/1929      | 554                  | 216                  | 750                  | 359                  | 345                  | 187                  | -                    | 2411  | 96           |
| 1929/1930      | 675                  | 246                  | 789                  | 387                  | 461                  | 102                  | -                    | 2660  | 105          |

W latach 1919–1931 znacznie wzrosła także liczba absolwentów uczelni. Wydano wówczas 2 277 dyplomów inżynierskich i 12 magisterskich. Dyplom inżynierski obroniło na Wydziale Inżynierii 561 osób (w tym trzy kobiety), na Wydziale Architektury  206 osób (w tym 15 kobiet), na Wydziale Mechanicznym 632 osoby, na Wydziale Chemicznym 322 osoby (w tym 32 kobiety) zaś na Wydziale Rolniczo-leśnym 566 osób (w tym 13 kobiet).
Do niechlubnych kart uczelni należy w latach trzydziestych fakt rosnących wpływów nacjonalistów zarówno wśród studentów jak i wykładowców Politechniki Lwowskiej. W rezultacie jako pierwsze w Polsce, rady wydziałów inżynieryjnego i mechanicznego podjęły 8 grudnia 1935 uchwały o wprowadzeniu getta ławkowego co spotkało się z ostrym potępieniem reszty lwowskiego środowiska naukowego.

W maju 1939 po rezygnacji prof.  Edwarda Sucharda, który nie przyjął funkcji rektora wybrany został nim Antoni Wereszczyński. W lipcu tego roku wybrano ostatni polski senat uczelni w skład którego weszli rektor prof. Antoni Wereszczyński, prorektor prof. Antoni Łomnicki oraz dziekani wydziałów: Inżynierii Lądowej i Wodnej – prof. Romuald Rosłoński, Architektonicznego – prof. Emil Łazoryk, Mechanicznego – prof. Włodzimierz Burzyński, Chemicznego – prof. Marian Kamieński, Rolniczo-Lasowego – prof. Stanisław Hubicki.

## Wyróżnienia
19 listopada 1922 – Politechnika Lwowska otrzymała Krzyż Obrony Lwowa, (jego wyobrażenie wmurowano we fronton uczelni). Prezydent Ignacy Mościcki przyznał Uczelni Krzyż Kawalerski Orderu Odrodzenia Polski „za działalność naukową i wybitny udział w walce o zjednoczenie Ziem Polskich w latach 1918–1920”. Uroczystość dekoracji orderem odbyła się na Zamku Królewskim w Warszawie 15 lutego 1937.

## Kalendarium 1939 – 2000
Październik 1939 (pierwsza okupacja sowiecka)
Politechnika Lwowska została przekształcona w Lwowski Instytut Politechniczny.
Maj 1941
pożar w gmachu głównym Politechniki Lwowskiej spowodował straty w wyposażeniu
Noc z 3 na 4 lipca 1941
Na Wzgórzach Wuleckich okupanci niemieccy rozstrzelali grupę 25 polskich profesorów Uniwersytetu, Politechniki, Akademii Handlu Zagranicznego i Akademii Medycyny Weterynaryjnej.
Z ponad 40 osób wtedy zgładzonych 13 związanych było z Politechniką lub zawodem technicznym: Włodzimierz Krukowski – kierownik Katedry Pomiarów Elektrycznych, Antoni Łomnicki – kierownik II Katedry Matematyki, Stanisław Pilat – kierownik Katedry Technologii Nafty i Gazów Ziemnych, Włodzimierz Stożek – kierownik I Katedry Matematyki, Kazimierz Vetulani – kierownik Katedry Mechaniki Teoretycznej, Kasper Weigel – kierownik I Katedry Miernictwa, Roman Witkiewicz – kierownik Katedry Pomiarów Maszyn, inżynier elektryk Andrzej Progulski – asystent Katedry Pomiarów Elektrycznych, inż. Eustachy Stożek – inżynier chemik i asystent Politechniki, Adam Ruff, student chemii Emanuel Stożek, studenci rolnictwa Bronisław i Zygmunt Longchamps de Berier. Wszyscy zostali pogrzebani na miejscu zbrodni, ale 8 października 1943 ekshumowani i wywiezieni do lasu Krzywczyckiego, gdzie zwłoki oblano benzyną, spalono a popioły rozsypano. W nieco późniejszym okresie (26 lipca) został zamordowany przez Niemców Kazimierz Bartel – rektor Politechniki Lwowskiej, poseł na Sejm, pierwszy premier Polski po przewrocie majowym, premier pięciu rządów Rzeczypospolitej.
26 lipca 1941
W więzieniu Gestapo został zamordowany profesor geometrii wykreślnej, kilkakrotny premier rządu RP Kazimierz Bartel.
W końcu roku akademickiego 1940/1941 na uczelni zdecydowaną większość kadry profesorskiej stanowili nadal Polacy (w tym 66 profesorów).
Wiosna 1942 – wiosna 1944
W pomieszczeniach Politechniki Lwowskiej prowadzono prawie normalne wykłady i ćwiczenia dla elektrotechników, mechaników, budowniczych dróg i mostów, chemików, rolników, w języku głównie polskim przez przedwojennych profesorów Politechniki Lwowskiej, podobnie jak do lata roku 1941, ale (ze względów na politykę hitlerowską, która nie pozwalała na wyższe studia dla ludności polskiej) były one nazywane zawodowymi kursami technicznymi („Technische Fachkurse”). Po wojnie, studia te były zaliczone jako normalne przez Politechnikę Śląską w Gliwicach i przez inne Politechniki na terenie Polski.
22 lipca 1944
Dowództwo Armii Krajowej w ramach akcji „Burza” przystąpiło do walki zbrojnej o miasto, wiążąc siły niemieckie. Gmachy Politechniki zostały zajęte 24 lipca 1944 przez kompanię Kedywu dowodzoną przez kpt. Piotra Szewczyka, cichociemnego. Na frontonie Uczelni wywieszono polską flagę, na bramie wystawiono posterunek, w gmachu, korzystając z pozostawionego sprzętu szpitala niemieckiego, zorganizowano szpital AK kierowany przez lekarkę Stanisławę Domosławską. Całe miasto pokryło się biało-czerwonymi flagami. Radość była krótka, za jednostkami frontowymi wkroczyły niemal zaraz oddziały NKWD, na dawne stanowiska wracali sowieccy kierownicy biur i urzędów, dowództwo AK zostało podstępnie aresztowane i internowane.
1945–1946
Jeszcze w kwietniu 1945 na Politechnice Lwowskiej zatrudnionych było aż 204 Polaków (na 272 pracowników).
Exodus większości polskich naukowców do Gliwic, Bytomia, Gdańska, Wrocławia, Krakowa, Poznania.
We Lwowie pozostali z rodzinami m.in. następujący profesorowie tej uczelni: Witold Aulich, Adam Kuryłło, Jan Bagieński, Wilhelm Mozer, Gabriel Sokolnicki i wykładowcy Adam Maksymowicz, Tadeusz Szubert, Marian Nikodemowicz. Cały dotychczasowy majątek Uczelni nie został zwrócony państwu polskiemu i pozostał we Lwowie, stanowiąc podstawę działalności Lwowskiego Instytutu Politechnicznego,
Szacuje się, że przedwojenna kadra naukowa Politechniki Lwowskiej utraciła ze swojego pierwotnego stanu aż 34,4% profesorów, co stanowiło 24 zamordowanych profesorów.
1945
Lwowski Instytut Politechniczny
Utworzono wydział geodezyjny.
1952
Utworzono Wydział Radiotechniczny.
1962
Utworzono wydziały: Automatyki, Elektromechaniczny, Mechaniczny-technologiczny.
1966
Utworzono Wydział Inżynieryjno-ekonomiczny.
1967
Utworzono Wydział Technologii Tworzyw Organicznych.
1970
Wybudowano drugi budynek biblioteki.
1971
Utworzono Wydział Technologii Cieplnej.
1992
Utworzono Wydział Technik Komputerowych i Technologii Informacyjnej.
Utworzono Instytut Humanistyczny na bazie 5 katedr:
- Historii Ukrainy, nauki i techniki
- Języka ukraińskiego
- Politologii
- Filozofii
- Języków obcych (angielskiego, niemieckiego, francuskiego, hiszpańskiego, włoskiego, rosyjskiego i japońskiego).

1993
Utworzono Wydział Matematyki Stosowanej.
W czerwcu Instytut Politechniczny otrzymuje status uniwersytetu i nazwę Uniwersytet Państwowy Politechnika Lwowska.
2000
We wrześniu Politechnika Lwowska otrzymuje status Uniwersytetu Narodowego.

## Wykładowcy uczelni
- Jan Amborski – polski dziennikarz, wydawca, społecznik i działacz tajnych organizacji popowstaniowych, profesor języka francuskiego
- Stanisław Anczyc – polski profesor technologii mechanicznej metali, rektor Politechniki Lwowskiej (w roku akademickim 1915/16)
- Witold Aulich – polski inżynier mechanik, redaktor „Czasopisma Technicznego”, profesor
- Jan Bagieński – polski architekt, profesor
- Ludwik Baldwin-Ramułt – polski architekt, porucznik Wojska Polskiego II RP
- Stefan Banach – polski matematyk, jeden z przedstawicieli lwowskiej szkoły matematycznej, profesor
- Kazimierz Bartel – polski polityk, minister, rektor Politechniki Lwowskiej (w roku akademickim 1929/30; w grudniu 1929 zrezygnował z funkcji rektora po powołaniu go na urząd premiera RP), profesor
- Gustaw Bisanz – polski architekt, dwukrotny rektor Politechniki Lwowskiej (1888–1889 i 1898–1899), profesor
- Tadeusz Błotnicki – polski rzeźbiarz, kostiumolog, profesor modelunku
- Arnold Bolland – polski chemik, rektor Akademii Handlowej w Krakowie
- Tadeusz Andrzej Broniewski – polski architekt i historyk sztuki, profesor
- Witold Broniewski – polski naukowiec; metaloznawca, metalurg, profesor
- Stefan Bryła – polski inżynier budowlany, światowy pionier spawalnictwa, profesor
- Włodzimierz Burzyński – polski inżynier teoretyk budownictwa, dziekan Wydziału Mechanicznego Politechniki Lwowskiej, profesor
- Leopold Caro – polski ekonomista i adwokat, profesor
- Dobrosław Czajka – polski architekt, artysta malarz
- Eugeniusz Czerwiński – polski architekt, profesor
- Alfred Denizot – polski fizyk, specjalista od geometrii wykreślnej, profesor
- Władysław Derdacki – polski architekt, dziekan Wydziału Architektury Politechniki Lwowskiej, profesor
- Alicja Dorabialska – polska fizykochemiczka, kierowniczka Katedry Chemii Fizycznej, profesor
- Ignacy Drexler – polski urbanista, dziekan Wydziału Inżynieryjnego Politechniki Lwowskiej, profesor
- Kazimierz Drewnowski – polski inżynier, rektor Politechniki Warszawskiej, pułkownik łączności Wojska Polskiego, profesor
- Roman Dzieślewski – polski uczony, nestor elektryki polskiej, kierownik katedry Elektrotechniki Politechniki Lwowskiej, rektor Politechniki Lwowskiej (w roku akademickim 1901/02), profesor
- Walerian Dzieślewski – polski inżynier kolejowy i budownictwa, projektant kolei zębatej z Zakopanego na przełęcz Świnicką, heraldyk,
- Placyd Dziwiński – polski matematyk, rektor Politechniki Lwowskiej (w roku akademickim 1893/94), profesor
- Oskar Fabian – polski matematyk i fizyk, profesor
- Julian Fabiański – polski profesor wiertnictwa i wydobywania nafty, rektor Politechniki Lwowskiej (w roku akademickim 1922/23)
- Tadeusz Fiedler – polski uczony, dwukrotny rektor Politechniki Lwowskiej (w latach 1902/03 i 1911/12), profesor
- Stanisław Fryze – polski inżynier elektryk, współtwórca podstaw elektrotechniki teoretycznej, profesor
- Benedykt Fuliński – polski biolog, profesor
- Mieczysław Gębarowicz – polski uczony i humanista, historyk sztuki, dyrektor Ossolineum, profesor
- Lucjan Grabowski – polski astronom i geodeta, kierownik Katedry Astronomii Sferycznej i Geodezji Wyższej na Politechnice Lwowskiej, profesor
- Marian Górski – polski chemik rolny i gleboznawca, rektor Szkoły Głównej Gospodarstwa Wiejskiego, profesor
- Ludomił Gyurkovich – polski architekt
- Edwin Hauswald – polski profesor budowy maszyn, rektor Politechniki Lwowskiej (w roku akademickim 1912/13)
- Maksymilian Tytus Huber – polski naukowiec, inżynier mechanik, dwukrotny rektor Politechniki Lwowskiej w latach akademickich 1914/15 i 1921/22, profesor
- Kazimierz Idaszewski – polski uczony, specjalista budowy maszyn elektrycznych i elektrochemii, profesor
- Franciszek Jossé – polski działacz państwowy; współtwórca polskiego ustawodawstwa skarbowego w II RP
- Adolf Joszt – polski profesor technologii chemicznej, prekursor biotechnologii i ochrony środowiska, dziekan Wydziału Lasowego i chemicznego Politechniki Lwowskiej, kierownik Katedry Technologii Przemysłu Rolniczego i Mikrobiologii Technicznej tej uczelni, rektor Politechniki Lwowskiej (w latach 1936–1938)
- Stefan Kaczmarz – polski matematyk
- Bogdan Kamieński – polski fizykochemik, profesor
- Zygmunt Klemensiewicz – polski fizyk, taternik, profesor
- Władysław Kohman-Floriański – polski inżynier budowy maszyn, profesor
- Edgar Kováts – polski architekt i malarz węgierskiego pochodzenia, dziekan wydziału architektury Politechniki Lwowskiej, rektor Politechniki Lwowskiej (w roku akademickim 1906/07), profesor
- Mieczysław Kowalewski – polski zoolog i parazytolog, miłośnik i znawca Tatr, profesor
- Kazimierz Kuratowski – polski matematyk, jeden z czołowych przedstawicieli warszawskiej szkoły matematycznej, profesor
- Zdzisław Krygowski – polski matematyk, inicjator badań kryptologicznych nad Enigmą, kierownik Katedry Matematyki Politechniki Lwowskiej, dziekan Wydziału Inżynierii Wodnej tej uczelni, rektor Politechniki Lwowskiej (w roku akademickim 1917/18), profesor
- Adam Kuryłło – polski inżynier budownictwa, profesor
- Jan Ladenberger – profesor Katedry Urządzenia Lasu na Wydziale Rolniczo-Lasowym (w latach 1924–1938)
- Ignacy Lemoch – czeski matematyk i geodeta, profesor matematyki elementarnej
- Mieczysław Łazarski – polski matematyk, dziekan Wydziału Architektury Politechniki Lwowskiej, rektor Politechniki Lwowskiej (w roku akademickim 1896/97), profesor
- Aleksander Lutze-Birk – polski inżynier, działacz niepodległościowy
- Antoni Łomnicki – polski matematyk, profesor
- Jan Łopuszański – polski inżynier hydrotechnik, minister robót publicznych w II RP, dziekan Wydziału Komunikacji Politechniki Lwowskiej, rektor Politechniki Lwowskiej (w roku akademickim 1925/26), profesor
- Stanisław Łukasiewicz – polski uczony, dziekan Wydziału Mechanicznego Politechniki Lwowskiej, organizator i rektor Politechniki Gdańskiej, profesor
- Zygmunt Majerski – polski architekt, profesor Politechniki Śląskiej
- Karol Malsburg – polski zootechnik, profesor
- Maksymilian Matakiewicz – polski inżynier hydrotechnik, minister robót publicznych w II RP, rektor Politechniki Lwowskiej (w roku akademickim 1919/20), profesor
- Witold Minkiewicz – polski inżynier architekt, rektor Politechniki Lwowskiej (w roku akademickim 1930/31), profesor
- Henryk Mikolasch – polski fotograf i artysta malarz
- Ignacy Mościcki – polski chemik, prezydent Polski, rektor Politechniki Lwowskiej (w roku akademickim 1925/26), profesor
- Arkadiusz Musierowicz – polski chemik rolny, gleboznawca, profesor
- Otto Nadolski – polski inżynier hydrotechnik, trzykrotny rektor Politechniki Lwowskiej (w latach akademickich 1926/27, 1933/34 i 1935/36), profesor
- Jan Nalborczyk – polski artysta rzeźbiarz, pedagog, organizator lwowskiego środowiska plastycznego, profesor
- Julian Niedźwiedzki – polski mineralog i geolog, dziekan Wydziału Chemii Technicznej, a następnie trzykrotnie rektor Politechniki Lwowskiej (w latach 1879–1888), profesor
- Stefan Niementowski – polski chemik, kierownik Katedry Chemii Ogólnej i Analitycznej i późniejszy trzykrotny rektor Politechniki Lwowskiej (w latach 1899/1900, 1900/1901 i 1908/1909), profesor
- Władysław Nikliborc – polski matematyk, kierownik Katedry Mechaniki Teoretycznej Politechniki Lwowskiej, profesor
- Tadeusz Obmiński – polski architekt, dziekan Wydziału Lądowo-Wodnego i Wydziału Architektonicznego Politechniki Lwowskiej, rektor Politechniki Lwowskiej (w roku akademickim 1916/17), profesor
- Stanisław Ochęduszko – polski termodynamik, kierownik Katedry Teorii Maszyn Cieplnych Politechniki Lwowskiej, profesor
- Kazimierz Olearski – polski fizyk, rektor Politechniki Lwowskiej (w roku akademickim 1913/14), profesor
- Stefan Pawlik – polski wykładowca, rektor Politechniki Lwowskiej (w roku akademickim 1920/21)
- Zbigniew Pazdro – polski prawnik; znawca prawa administracyjnego, ekonomista i działacz polityczny
- Stanisław Pilat – polski chemik, kierownik Katedry Technologii Nafty i Gazów Ziemnych Politechniki Lwowskiej, profesor
- Ewa Pilatowa – polska chemik, kierownik Katedry Technologii Nafty i Gazów Ziemnych Politechniki Lwowskiej
- Karol Pomianowski – polski hydrotechnik, inicjator budowy zapory na Dunajcu w Rożnowie, profesor
- Eugeniusz Roland – polski pilot myśliwski, obrońca Lwowa, uczestnik Bitwy o Anglię
- Jan Henryk Rosen – polski malarz, profesor
- Witold Roszkowski – polski leśnik, kierownik Katedry Użytkowania Lasu na Oddziale Lasowym Politechniki Lwowskiej, prezes Polskiego Towarzystwa Leśnego, profesor
- Karol Różycki – polski zootechnik, profesor
- Stanisław Ruziewicz – polski matematyk, profesor
- Witold Rybczyński – polski fizyk, matematyk
- Franciszek Rychnowski – polski inżynier, fizyk i wynalazca
- Władysław Sadłowski – polski architekt, przedstawiciel historyzmu i secesji, projektant Dworca Głównego we Lwowie, profesor
- Jan Sas-Zubrzycki – polski architekt, teoretyk architektury, konserwator sztuki, profesor
- Gabriel Michał Sokolnicki – polski inżynier elektryk, przedsiębiorca, działacz polityczny i społeczny, rektor Politechniki Lwowskiej (w roku akademickim 1931/32), profesor
- Oskar Sosnowski – polski architekt i konserwator zabytków, profesor
- Witold Staniewicz – polski naukowiec, ekonomista rolny, działacz państwowy II RP, profesor
- Wiesław Stępniewski – polski konstruktor lotniczy, profesor
- Włodzimierz Stożek – polski matematyk, jeden z przedstawicieli lwowskiej szkoły matematycznej, kierownik Katedry Matematyki Wydziału Inżynierii Lądowej i Wodnej Politechniki Lwowskiej, profesor
- Tadeusz Wilczyński – polski botanik, znawca flory Karpat Wschodnich, profesor
- Zygmunt Strusiewicz – polski docent nauk rolniczych
- Edward Sucharda – polski chemik, prorektor Politechniki Lwowskiej (w latach 1933–1935) i rektor (w roku akademickim 1938/39), prezes Polskiego Towarzystwa Chemicznego, profesor
- Wiktor Syniewski – polski profesor technologii chemicznej i mykologii technicznej, rektor Politechniki Lwowskiej (w roku akademickim 1907/08)
- Robert Szewalski – polski inżynier, uczony i wynalazca, specjalista energetyki cieplnej, profesor
- Dezydery Szymkiewicz – polski botanik, profesor
- Teodor Talowski – polski architekt i malarz, kierownik katedry rysunku Politechniki Lwowskiej, profesor
- Wawrzyniec Teisseyre – polski geolog, profesor
- Maksymilian Thullie – polski inżynier, senator, kierownik Katedry Budowy Mostów, dziekan Wydziału Inżynierii i Wydziału Inżynierii Wodnej, a następnie rektor Politechniki Lwowskiej (w roku akademickim 1894/95), profesor
- Julian Tokarski – polski geolog, petrograf i gleboznawca, profesor
- Kazimierz Vetulani – polski inżynier, teoretyk budownictwa, kierownik Katedry Mechaniki Teoretycznej Politechniki Lwowskiej, profesor
- Karol Wątorek – polski inżynier budowy kolei, dziekan Wydziału Inżynieryjnego Politechniki Lwowskiej, rektor Politechniki Lwowskiej (w roku akademickim 1924/25), profesor
- Kasper Weigel – polski geodeta, kierownik Katedry Miernictwa, dziekan Wydziału Inżynierii Lądowej, następnie rektor Politechniki Lwowskiej (w roku akademickim 1929/30), profesor
- Antoni Wereszczyński – polski prawnik, dziekan Wydziału Inżynieryjnego, a następnie rektor Politechniki Lwowskiej (rok akademicki 1939/40), profesor
- Seweryn Widt – polski inżynier geodeta, rektor Politechniki Lwowskiej (rok akademicki 1905/06), profesor
- Ludwik Wierzbicki – polski inżynier, budowniczy kolei żelaznych
- Stefan Wiktor – polski inżynier, prezes dyrekcji kolei w Stanisławowie i we Lwowie
- Roman Witkiewicz – polski inżynier mechanik, profesor
- August Witkowski – polski fizyk, rektor Uniwersytetu Jagiellońskiego, profesor
- Tadeusz Stanisław Wróbel – polski architekt, urbanista
- Julian Zachariewicz – polski architekt, konserwator zabytków, kierownik Katedry Budownictwa, dziekan Wydziału Budownictwa, a następnie rektor Politechniki Lwowskiej (w latach 1877–1878 i 1881–1882), profesor
- Władysław Zajączkowski – polski matematyk, kierownik Katedry Matematyki, a następnie dwukrotnie rektor Politechniki Lwowskiej (w roku akademickim 1878/79 i 1885/86), profesor
- Dominik Zbrożek – polski inżynier geodeta, rektor Politechnice Lwowskiej (rok akademicki 1888/89), poseł na Sejm Krajowy, profesor
- Kazimierz Zipser – polski inżynier kolejnictwa, kierownik Katedry Kolejnictwa i rektor Politechniki Lwowskiej, profesor
- Bronisław Znatowicz – polski chemik, fizjograf, jeden z twórców polskiej terminologii chemicznej, działacz oświatowy, popularyzator nauk przyrodniczych, profesor
- Tadeusz Zwisłocki – polski inżynier chemik, legionista, żonaty z Heleną z Mościckich, córką późniejszego prezydenta Rzeczypospolitej Polskiej Ignacego Mościckiego
- Wawrzyniec Żmurko – polski matematyk, wynalazca konograficznych przyrządów geometrycznych, uważany za prekursora słynnej lwowskiej szkoły matematycznej, rektor Uniwersytetu Lwowskiego, profesor

Asystenci profesorów Politechniki Lwowskiej:
- Konrad Dyba – polski architekt, twórca teorii geometrii harmonicznej, profesor
- Andrzej Frydecki – polski architekt
- Bolesław Miklaszewski – polski chemik, ekonomista, minister II RP, senator, rektor Wyższej Szkoły Handlowej w Warszawie
- Oskar Mucha – polski inżynier budownictwa, profesor
- Jan Rajewski – polski matematyk, profesor